# Ian Bennett
 (janvier 2018).
Si vous disposez d'ouvrages ou d'articles de référence ou si vous connaissez des sites web de qualité traitant du thème abordé ici, merci de compléter l'article en donnant les références utiles à sa vérifiabilité et en les liant à la section « Notes et références ».
Ian Edward Bennett est un homme politique canadien né le 8 juin 1948 à Nelson en Colombie-Britannique et mort le 22 ou le 23 janvier 2018.

## Biographie
Ian Bennett été nommé président et chef de la direction de la Monnaie royale canadienne le 12 juin 2006. Il occupa plusieurs postes au sein du ministère des Finances. Auparavant, il a servi comme directeur exécutif du Fonds monétaire international représentant le Canada, l'Irlande et les pays des Caraïbes de septembre 2001 à octobre 2004.